# Aulon (Alta Garona)
Aulon és un municipi gascó, del Comenge, situat al departament de l'Alta Garona i a la regió d'Occitània.